# 史蒂夫·哈維晨間秀
史蒂夫·哈維晨間秀（Steve Harvey Morning Show）是美國的一个广播节目，目前在洛杉矶播出。主持人為史提夫·哈维、以及其他喜剧演员和评论员。 
该节目於每个工作日播放約四个小时。哈维专注于喜剧和时事。節目中的音乐播放則包括当前和过去的熱門的都市成人当代音樂歌曲。该节目亦設有缩略版，通常缩減到少於90分钟（不含音乐），會每日上传至YouTube频道和播客。